# August Wolfinger
August Wolfinger (* 5. Dezember 1940 in Balzers) ist ein ehemaliger liechtensteinischer Skirennläufer.

## Karriere
Wolfinger gehörte 1964 dem neunköpfigen Team seines Landes bei den Olympischen Winterspielen in Innsbruck an. Fälschlicherweise wurde angenommen, dass er 1949 geboren sei, was aber von ihm selbst widerlegt wurde. Der angebliche Rekord als jüngster Athlet bei Olympischen Winterspielen ist somit nicht richtig.

## Erfolge

### Olympische Winterspiele
- Innsbruck 1964: 46. Riesenslalom, 52. Abfahrt

### Weltmeisterschaften
- Innsbruck 1964: 46. Riesenslalom, 52. Abfahrt